# Silvana Roth
Pour les articles homonymes, voir Roth.
Silvana Roth (aussi connue sous le nom Silvana Maria Rota), née le 17 février 1924 et morte le 3 avril 2010 est une actrice argentine de théâtre et de cinéma.

## Biographie
Elle commence sa carrière au cinéma à 16 ans dans un petit rôle dans La casa de los recuerdos, puis devient une des stars de la période d'or du cinéma argentin.
Elle était amie avec Eva Perón, et s'est investie dans la politique de son pays. Entre 1973 et 1976 elle a été députée péroniste.

## Filmographie partielle

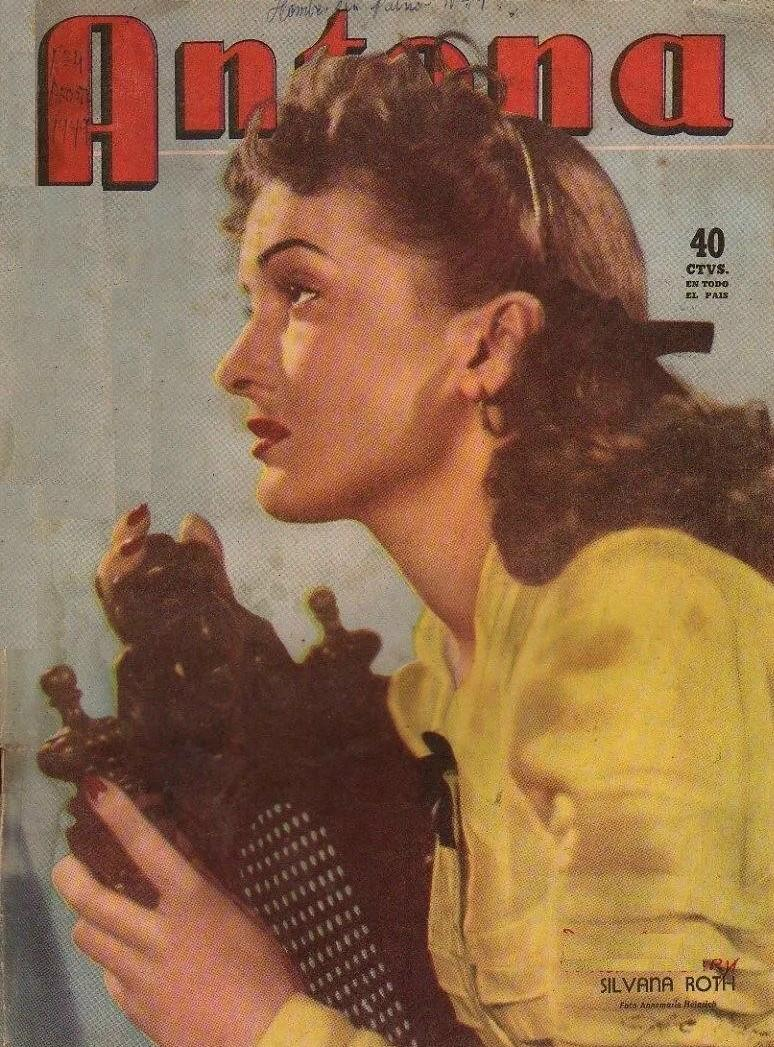
Silvana Roth en couverture d'un magazine en 1949.

- 1939 : La casa del recuerdo
- 1940 : Fragata Sarmiento (es)
- 1941 : Melodías de América
- 1941 : Novios para las muchachas (es) d'Antonio Momplet
- 1943 : La juventud manda
- 1944 : Seven Women (en) (Siete Mujeres)
- 1945 : Allá en el setenta y tantos de Francisco Múgica
- 1946 : El diablo andaba en los choclos (es)
- 1947 : Siete para un secreto
- 1950 : School of Champions (en) (Escuela de campeones)
- 1951 : De turno con la muerte